# 厄瓜多尔驻英国大使馆
厄瓜多尔驻英国大使馆是厄瓜多尔驻英国的大使馆，位于伦敦骑士桥騎士橋站附近的一栋公寓楼中，这座建筑中还设有哥伦比亚大使馆以及一些住宅。
朱利安·阿桑奇在2012年6月19日进入大使馆寻求外交庇护，同年8月16日获得厄瓜多尔政府批准，在被交给英国之前，他在这里住了近七年。
除去这座大使馆外，厄瓜多尔还在伦敦国王十字路144-146号设有领事馆。